# Mandourou (Ngaoundal)
Pour les articles homonymes, voir Mandourou.
Mandourou (ou Mandourou Carrefour) est un village du Cameroun situé dans le département du Djérem et la Région de l'Adamaoua. Il fait partie de la commune de Ngaoundal.

## Géographie
La localité est arrosée par plusieurs cours d'eau, dont le Mandourou du même nom, un sous-affluent du Djerem.

## Population
Lors du recensement de 2005, le village était habité par 319 personnes, 153 de sexe masculin et 166 de sexe féminin.